# Frederik Magle
Frederik Magle là nhà soạn nhạc, nhạc sĩ chơi đàn organ và nghệ sĩ dương cầm người Đan Mạch.

## Tiểu sử
Frederik Magle là con của nhà văn kiêm nữ diễn viên Mimi Heinrich và nhạc sĩ chơi đàn organ, họa sĩ kiêm điêu khắc gia Christian Reesen Magle (1925-1996). Anh là cháu gọi nhà soạn nhạc Emil Reesen (1887-1964) bằng ông cậu (anh/em của bà anh). Anh được coi là thần đồng âm nhạc, đã xuất hiện trên truyền hình và các phương tiện truyền thông từ khi lên 9 tuổi..
Frederik Magle học nhạc lý và sáng tác với Leif Thybo, học chơi đàn organ với Ib Bindel, sau đó vào học ở Nhạc viện hoàng gia Đan Mạch. Cuộc trình diễn trước công chúng các sáng tác nhạc đầu tiên của anh diễn ra vào buổi sáng lễ Phục Sinh 7.4.1985 tại nhà thờ Stubbekøbing.
Cha của Magle từ trần năm 1996, ngay trước buổi trình diễn đầu tiên bản cantata lễ Giáng Sinh A newborn child, before eternity, God! của Magle, được hiến tặng cho ông.
Frederik Magle nổi tiếng là một nhạc sĩ chơi đàn organ điêu luyện và cũng tham gia vào việc làm đàn organ, tạo ra thiết kế âm cho đàn organ 25 dãy ống ở nhà thờ Jørlunde (một làng ở bắc đảo Zealand, Đan Mạch), được khai trương trong tháng 10 năm 2009. Năm 2010 anh phát hành một đĩa CD đôi, Like a Flame, với các ứng tác tự do được thu từ đàn organ của nhà thờ Jørlunde.

## Phong cách nhạc
Phong cách âm nhạc của Frederik Magle có thể được mô tả như có âm điệu du dương nói chung, trong khi vẫn duy trì một số yếu tố của phong cách phi giai điệu (atonality), được mô tả như là "phong cách hiện đại đúng mức" (moderate modernism). Những nhạc phẩm sáng tác nổi tiếng của anh là những tác phẩm viết cho Vương thất Đan Mạch, trong đó có bản nhạc cho lễ rửa tội của hoàng tử Nikolai năm 1999, lễ rửa tội của hoàng tử Felix năm 2002, và một Cantabile (giai điệu diễn cảm), dựa trên thơ của Vương tế Henrik (phu quân nữ vương Đan Mạch) trong đó phần đầu "Souffle le vent" đã được trình diễn lần đầu năm 2004, còn hai phần sau "Cortège & Danse Macabre" và "Carillon", được trình diễn trong tháng 6 năm 2009 tại Koncerthuset (Nhà hòa nhạc Copenhagen), đều do Danish National Symphony Orchestra (Dàn nhạc giao hưởng quốc gia Đan Mạch) trình diễn dưới sự chỉ huy của nhạc trưởng Thomas Dausgaard.

## Tác phẩm chọn lọc
- 30 hymns (1985)
- We Are Afraid Cantata cho ban hợp ca, sáo, kèn clarinet, nhạc cụ gõ, đàn dây, dương cầm, và đàn organ (1988)
- Bản giao hưởng cho đàn organ No. 1 (1990)
- Bản giao hưởng cho đàn organ No. 2 "Let there be light" (1993)
- "The song is a fairytale" 20 bài hát dựa trên các truyện thần tiên của Hans Christian Andersen (1993)
- Concerto cho đàn organ và dàn nhạc "The infinite second" (1994)
- Symphonic "Lego Fantasia" cho đàn dương cầm và dàn nhạc, do Lego Group (1995–96) đặt viết
- "A newborn child, before eternity, God!" bản cantata Giáng Sinh, cho ban kèn đồng, ban hợp xướng, đơn ca, đàn organ và nhạc cụ gõ (1996)
- Cantata to Saint Cecilia cho đơn ca, ban hợp xướng, ban hợp xướng thiếu nhi, và dàn nhạc thính phòng. Lời của Iben Krogsdal (1998)
- "Light on your path" cho đàn organ và bộ 5 kèn đồng, viết cho lễ rửa tội của hoàng tử Nikolai (1999)
- The Hope cho ban kèn đồng, ban hợp xướng, đàn organ và nhạc cụ gõ, viết để tưởng niệm trận Copenhagen (2001)
- "Phoenix" cho ban hợp xướng hỗn hợp và đàn organ hoặc đàn dương cầm 4 tay chơi (2003)
- Cantabile gồm 3 khúc thơ giao hưởng cho dàn nhạc, ban hợp xướng, và đơn ca (2004–2009)

## Đĩa nhạc
- 1993 Sangen er et eventyr (The song is a fairytale). Thomas Eje, The Danish Boys' Choir, Trio Rococo, Niels Lan Doky, Niels-Henning Ørsted Pedersen, Alex Riel. BMG 74321 24537-2
- 1994 The Infinite Second. Latvian Philharmonic Chamber Orchestra, Dzintars Josts, Frederik Magle (The organ in Riga Cathedral). EMI Classics 5555972
- 1997 Et nyfødt barn, før evighed, Gud! (A newborn child, before eternity, God). Christmas cantata. EMI Classics 5565942
- 1998 Symphonic Lego Fantasia. London Philharmonic Orchestra, David Parry, Frederik Magle (piano). Released by the Lego Group.
- 1999 Cæciliemusik (Music for Saint Cecilia). Danacord DACOCD 520[5]
- 2000 Lys på din vej (Light on your path). Frederik Magle (piano and organ), The Brass Ensemble of the Royal Danish Guards, Danish National Chamber Orchestra, Frans Rasmussen. EMI Classics 5571152
- 2004 Kosmos. ClassicO CLASSCD 478
- 2005 Søværnet Ønsker God Vind (The Royal Danish Navy wishes godspeed). The Royal Danish Naval Band. Released by the Royal Danish Navy (2005)
- 2005 Hymne til Sofia (Hymn to Sophia). John Tchicai, Peter Ole Jørgensen, Frederik Magle. Calibrated CALI012[12]
- 2010 Like a Flame. Frederik Magle (organ improvisations). Proprius Music PRCD 2061[13]
- 2011 Elektra. Featured symphonic music by Frederik Magle on the Suspekt-album. Universal Music/Tabu Records.[14]